# Kalkot Matas Kelekele
Pour les articles homonymes, voir Kelekele et Matas (homonymie).
Kalkot Matas Kelekele, ou Kalkot Mataskelekele, né en 1949, est un homme d'État vanuatais. Il est président de la république de Vanuatu du 16 août 2004 au 16 août 2009.
Kalkot Matas Kelekele exerce la profession d'avocat dans la capitale Port-Vila.

## Biographie
Il fait ses études au Scotch College, à Melbourne à l'Université de Papouasie-Nouvelle-Guinée. Avocat de la capitale nationale, Port Vila, il est le premier chef d’État de Vanuatu à avoir obtenu un diplôme universitaire. Mataskelekele avait déjà été le premier solliciteur général autochtone de Vanuatu et un ancien juge de la Cour suprême.

## Élection présidentielle de 2004
Matas Kelekele est en lice lors de l'élection présidentielle d'avril 2004 et est, a priori, le candidat donné gagnant puisque soutenu par le gouvernement au pouvoir d'Edward Natapei. À Vanuatu, le président est élu au suffrage indirect par les membres du parlement et les présidents des îles. Mais en trouvant des alliances, son opposant Alfred Maseng obtient, au quatrième tour de scrutin, la majorité des deux-tiers nécessaire à son élection.
La décision de la Cour constitutionnelle d'invalider l'élection d'Alfred Maseng relance de nouvelles élections le 12 août 2004, avec toujours Kalkot Matas Kelekele comme candidat. Après plusieurs tours de scrutin, trois candidats se détachent : l'ancien premier ministre Donald Kalpokas, Willie David Saul et Kalkot Matas Kelekele. Kalkot Matas Kelekele s'impose face à Willie David Saul par 49 voix contre 7 et est investi au poste de président de la République le 16 août, le premier avec un diplôme universitaire.

## Élection présidentielle de 2009
Kalkot Matas Kelekele est candidat à un second mandat lors de l'élection à la présidence de la République en septembre 2009, avec le soutien de deux composantes de la coalition gouvernementale de l'époque, à savoir de nouveau le Parti national unifié (NUP) du Vice-Premier ministre et ministre de la Justice Ham Lini et le Parti républicain de Vanuatu (PRV) du président du président du Parlement Maxime Carlot Korman. Mais cette alliance au pouvoir très hétéroclite (composée du Vanua'aku Pati, du NUP, du Nagriamel, de l'UPM et du PRV) part alors divisée : le Premier ministre Edward Natapei (président du Vanua'aku Pati depuis 1999) soutient alors un vétéran de son parti, Iolu Abil, mais une minorité au sein de son propre mouvement présente pour sa part Kalo Nial. S'y ajoute la candidate de l'UPM, Yvette Sam, tandis que l'opposition, coalisée sous le nom de « Bloc de l'Alliance » et emmenée par Sato Kilman, s'unit derrière Vincent Boulekone de la Confédération verte.
Au premier tour, le 1er septembre 2009, il arrive en deuxième position avec 14 voix, arrivant derrière Vincent Boulekone (16 votes) mais devant Iolu Abil (11 suffrages), Yvette Sam (7 voix) et Kalo Nial (7 bulletins également). Au 2e tour, le 2 septembre 2009, ces deux derniers se désistent en faveur de Iolu Abil qui prend la tête du scrutin avec 26 voix contre 16 à Kalkot Matas Kelekele et 16 toujours à Vincent Boulekone, mais aucun n'arrive encore à la majorité des deux tiers nécessaire pour être élu. Finalement, au troisième tour organisé également le 2 septembre, Iolu Abil est élu avec 41 votes sur 58, contre 16 à Kalkot Matas Kelekele : le nouveau chef de l'État a obtenu la totalité des voix du Vanua'aku Pati, de l'UPM mais aussi du « Bloc de l'Alliance ». Une des conséquences de cette élection est de faire éclater la coalition gouvernementale : en novembre 2009, le NUP et le Parti républicain la quitte pour rejoindre l'opposition, tandis que le « Bloc de l'Alliance » rejoint la majorité,.